# 無鉸綱
无铰纲（學名：Inarticulata），又名腹茎纲（學名：Gastrocaulia），是腕足动物门的一个已廢止的纲級分類。
無鉸綱與有鉸綱相對，是原始的腕足動物，在寒武紀時期十分繁盛，直至奧陶紀開始衰退並被有鉸綱腕足動物取代。其兩殼間並沒有鉸齒和鉸槽，兩殼依靠一套較為複雜的肌肉系統來令兩邊保持對齊。殼主要成分是幾丁質或幾丁磷灰質、外殼主要由磷酸鈣組成，有肛門。無鉸綱並非所有物種皆有肉莖，有部份的外殼主要由較為堅硬的碳酸鈣組成，其肉莖有可能已退化。

## 分類
无铰纲原來有两个目：
- 无孔目（Atremata）：例如舌形貝（Lingula）、Glottidia。
- 新孔目（Neotremata）：例如圓盤貝（Discina）、碟形貝（Discinisca）。

後來被劃分為以下分類：
- †頂孔貝目（Acrotretida，又名乳房贝目）
- 舌形貝目（Lingulida）
- †小圆货贝目（Obolellata）
  - †管洞貝亞目
  - †小圆货贝亞目
- †神父贝目（Paterinata）

現時無鉸綱的物種主要被分到舌形貝型亞門，大多數屬於舌形貝綱。

## 參看
- also mentions the new Brachiopoda classification system
- 無脊椎動物古生物學論文（英语：Treatise on Invertebrate Paleontology）－提及腕足動物門的新分類系統